# Monteodorisio
Monteodorisio – miejscowość i gmina we Włoszech, w regionie Abruzja, w prowincji Chieti.
Według danych na rok 2004 gminę zamieszkiwało 2396 osób, 95,8 os./km².